# 김재연 (모델)
김재연(Kim Jae Yeon, 1989년 10월 7일 ~ )은 대한민국의 모델이다.

## 수상
- 2010년 제2회 이기적인 S맥주 Stylish 모델 선발대회 1위[1]

## 홍보대사
- 2010년 프로야구 넥센 히어로즈걸 홍보대사[2]